# Eleição municipal de São Bernardo do Campo em 1963
A eleição municipal de São Bernardo do Campo em 1963 ocorreu no dia 13 de outubro de 1963, quando 38.105 eleitores são-bernardenses elegeram um prefeito, um vice-prefeito (votação separada) e 15 vereadores. Na região do Grande ABC, estas eleições ocorreram junto de Santo André e Diadema. Esta foi a quinta eleição direta para o comando da prefeitura desde a emancipação da cidade, que visou eleger o 21º prefeito desde a criação do município antigo em 1889; o 8º desde a emancipação em 1944; e o quinto por sufrágio universal.

## Candidatos
| Nome           | Partido | Coligação         |
| -------------- | ------- | ----------------- |
| Olavo Fontoura | PSD     | PSD-PRP-PR-PTN-PL |
| Higino Batista | PTB     |                   |

| Nome               | Partido |
| ------------------ | ------- |
| Aldino Pinotti     | PSD     |
| Virgilio Simionato | PTB     |

## Campanha

### PSD
No dia 9 de maio de 1963, a candidatura do vereador Olavo Fontoura (PSD) foi lançada pelo governador de São Paulo, Ademar de Barros (PSP), após o governador receber o título de “Cidadão São-bernardense”, com Aldino Pinotti (Q126097958) assumindo a posição de vice.

### PTB
O PTB lançou os candidatos Higino Batista de Lima (Q126098139) como prefeito e Virgilio Simionato como vice. Higino Batista disputou as eleições de 1947, sendo derrotado; foi vice-prefeito de Lauro Gomes entre 1960-63 e recebeu apoio do mesmo para as eleições.

## Eleições
Venceu o candidato governista Higino Batista de Lima (PTB), com uma diferença de 2701 votos para o segundo colocado. Aldino Pinotti (PSD) foi eleito como vice, tendo 15.406 votos, contra 13.466 de Virgilio Simionato.

### Controvérsia
Após a eleição de Higino Batista de Lima, o PSD, alegando fraude, levantou recursos contra a diplomação, tendo suas alegações derrubadas no TRT. O centro da controvérsia foi o distrito de Rudge Ramos, além de acusações de compra de votos pesando contra o prefeito Lauro Gomes, com quatro recursos alegando fraude sendo recebidos durante a apuração. A posse ocorreu no dia 1 de janeiro de 1964.

### Resultados

#### Prefeito
Resultado da eleição para prefeito, por colocação.
| Turno único 13 de outubro de 1963 | Turno único 13 de outubro de 1963 | Turno único 13 de outubro de 1963 |
| Candidato(a)                      | Votação                           | Votação                           |
| Candidato(a)                      | Porcentagem                       | Total                             |
| --------------------------------- | --------------------------------- | --------------------------------- |
| Higino de Lima (PTB)              | 54,60%                            | 16.015                            |
| Olavo Fontoura (PSD)              | 45,39%                            | 13.315                            |
| Total de votos válidos            | 76,97%                            | 29.330                            |
| Comparecimento                    | 87%                               | 33.152                            |
| Brancos e nulos                   | 10,03%                            | 3.822                             |
| Abstenções                        | 12,99%                            | 4.953                             |
| Total de eleitores                | 100,00%                           | 38.105                            |

| Partido | Partido | Candidato      | Votos  | Votos (%) |
| ------- | ------- | -------------- | ------ | --------- |
|         | PTB     | Higino de Lima | 16 015 | 54,6%     |
|         | PSD     | Olavo Fontoura | 13 315 | 45,4%     |
| Totais  | Totais  | Totais         | 29 330 |           |

#### Vice-prefeito
Resultado da eleição para vice-prefeito, por colocação.
| Turno único 13 de outubro de 1963 | Turno único 13 de outubro de 1963 | Turno único 13 de outubro de 1963 |
| Candidato(a)                      | Votação                           | Votação                           |
| Candidato(a)                      | Porcentagem                       | Total                             |
| --------------------------------- | --------------------------------- | --------------------------------- |
| Aldino Pinotti (PSD)              |                                   | 15.406                            |
| Virgílio Simionato (PTB)          |                                   | 13.466                            |
| Total de votos válidos            |                                   |                                   |
| Total de eleitores                | 100%                              | 38.105                            |

| Partido | Partido | Candidato          | Votos  | Votos (%) |
| ------- | ------- | ------------------ | ------ | --------- |
|         | PSD     | Aldino Pinotti     | 15 406 | 53,36%    |
|         | PTB     | Virgílio Simionato | 13 466 | 46,64%    |
| Totais  | Totais  | Totais             | 28 872 |           |

#### Vereadores
| Nomes                           | Partidos | Votos |
| ------------------------------- | -------- | ----- |
| Albertino Pinotti               |          |       |
| Álvaro Domingues                | ARENA    |       |
| Américo de Moraes               |          |       |
| Antonio Dias Amorim             |          |       |
| Antonio Aluízio Salvador        |          |       |
| Ernesto Augusto Cleto           |          |       |
| Geraldo Faria Rodrigues         |          |       |
| Indu Rovai                      |          |       |
| Irineu Ferreira da Silva        |          |       |
| José Avilez                     |          |       |
| José Ginez Ramble - "Tudo Azul" |          | 6,197 |
| Lenildo Magdalena               | PSB      | 3,977 |
| Natal Vertamatti                |          |       |
| Omar Donato Bassani             |          |       |
| Rubens Marques Cardoso          | ARENA    |       |

## Nota
1. ↑  Desconsiderando o período que a cidade foi o Distrito de Paz de São Bernardo (Q125998871), parte de Santo André.